# Spanyol polgárháború
| 0. Lengyel–ukrán háború                                  | 1918. | 11. 01. - 1919. 07. 18.  |
| 1. Versailles-i békeszerződés                            | 1919. |                          |
| 2. Lengyel–szovjet háború                                | 1919. | 02. 14. - 1921. 03. 18.  |
| 3. Trianoni békeszerződés                                | 1920. |                          |
| 4. Rapallói egyezmény                                    | 1920. | november 12.             |
| 5. Francia–lengyel katonai szövetség (en)                | 1921. | február 16.              |
| 6. Rigai béke (en)                                       | 1921. | március 18.              |
| 7. Menetelés Rómába                                      | 1922. | október 28 - 29.         |
| 8. Korfui összetűzés (olasz-görög) (en)                  | 1923. | aug. - szept.            |
| 9. Müncheni sörpuccs                                     | 1923. | november 8.              |
| 10. A Ruhr-vidék francia–belga megszállása (en)          | 1923. | - 1925.                  |
| 11. Libia megszállása - Második olasz–líbiai háború (en) | 1923. | - 1932.                  |
| 12. Mein Kampf (Harcom) megjelenése                      | 1925. |                          |
| 13. Dawes-terv (en)                                      | 1924. |                          |
| 14. Locarnói egyezmény                                   | 1925. | december 01.             |
| 15. Young-terv (en)                                      | 1929. |                          |
| 16. Nagy gazdasági világválság                           | 1929. | október 24. – 1941.      |
| 17. Mandzsúria japán lerohanása (en)                     | 1931. | 09. 18. - 1932. 02. 26.  |
| 18. Mandzsukuo megszállása                               | 1931  | – 1942.                  |
| 19. Sanghaj-i január 28-i összetűzés (en)                | 1932. | 01. 28. – 03. 03.        |
| 20. Szovjet–lengyel megnemtámadási egyezmény             | 1932. | július 25.               |
| 21. Genfi leszerelési világértekezlet (en)               | 1932. | 02.02. - 1934.06.11.     |
| 22. Első hopeji hadjárat/A nagy fal védelme (en)         | 1933. | 01.01 - 05.31.           |
| 23. Belső-mongóliai hadjárat (en)                        | 1933. | - 1936.                  |
| 24. Hitler lesz a kormányfő és az államfő is egyben      | 1933. | - 1934.                  |
| 25. A tanggui fegyverszünet (en)                         | 1933. | május 31.                |
| 26. Németország újrafelfegyverzése elindul (en)          | 1933. | július 12.               |
| 27. Olasz–szovjet egyezmény (en)                         | 1933. | szeptember 2.            |
| 28. Belső-mongóliai hadjárat (en)                        | 1933. | ápr.- 1936. dec.         |
| 29. Németország elhagyta a leszerelési értekezletet (en) | 1933. | október 14.              |
| 30. Németország kilép a Nemzetek Szövetségéből (en)      | 1933. | okt. 19. - nov. 12.      |
| 31. Német–lengyel megnemtámadási egyezmény               | 1934. | január 26.               |
| 32. A Saar-vidéki népszavazás/visszatérés Németországhoz | 1935. | január 13.               |
| 33. Kötelező sorozás kezdődik Németországban újra (en)   | 1935. | március 16.              |
| 34. Francia–szovjet segítségnyújtási szerződés (en)      | 1935. | május 2.                 |
| 35. Szovjet–csehszlovák segítségnyújtási szerződés (en)  | 1935. | május 16.                |
| 36. He-Umezu egyezmény (en)                              | 1935. | 06. 10. - 1937. 07. 07.  |
| 37. Angol–német tengerészeti egyezmény (en)              | 1935. | június 18.               |
| 38. December 9-i megmozdulások Pekingben (en)            | 1935. | december 9.              |
| 39. Második olasz–etióp háború (abesszíniai háború)      | 1935. | 10. 3.- 1937. 02. 19.    |
| 40. A Rajna-vidéki bevonulás (en)                        | 1936. | március 7.               |
| 41. Spanyol polgárháború kezdete                         | 1936. | júl. 17. - 1939. ápr. 1. |
| 42. A Berlin–Róma-tengely (német–olasz egyezmény)        | 1936. | október 27.              |
| 43. Antikomintern paktum                                 | 1936. | november 25.             |
| 44. Suiyuan hadjárat (en)                                | 1936. | október - november       |
| 45. Hsziani válság (en)                                  | 1936. | december 12-26.          |
| 46. Második kínai–japán háború                           | 1937. | - 1945.                  |
| 47. A USS Panay-incidens (en)                            | 1937. | december 12.             |
| 48. Ausztria bekebelezése (Anschluss)                    | 1938. | március 12.              |
| 49. Májusi válság (német–cseh határ) (en)                | 1938. | május 19 - 23.           |
| 50. Haszan-tavi csata/Csangkufengi összecsapás           | 1938. | júl. 29. - aug. 11.      |
| 51. Német–csehszlovák kisháború (Ordnersgruppe) (en)     | 1938. | szeptember 16 - 17.      |
| 52. Müncheni egyezmény                                   | 1938. | szeptember 29.           |
| 53. A Szudéta-vidék Birodalomhoz csatolása (en)          | 1938. | október 01 - 10.         |
| 54. Első bécsi döntés                                    | 1938. | november 02.             |
| 55. A Szlovák Köztársaság kikiáltása                     | 1939. | március 14.              |
| 56. Csehszlovákia német megszállása (en)                 | 1939. | március 15.              |
| 57. Litvánia náci megfenyegetése, Memel elcsatolása (en) | 1939. | március 20 - 22.         |
| 58. Magyar–szlovák kis háború                            | 1939. | március 23 - 31.         |
| 59. A spanyol polgárháború végső hadműveletei (en)       | 1939. | március 26. - április 1. |
| 60. Danzigi válság (en)                                  | 1939. | március - augusztus      |
| 61. Angol függetlenségi garancia Lengyelországnak (en)   | 1939. | március 31.              |
| 62. Albánia olasz lerohanása (en)                        | 1939. | április 7-12.            |
| 63. Szovjet–angol–francia tárgyalások Moszkvában (en)    | 1939. | ápr. 15.- aug. 21.       |
| 64. Német–olasz barátsági és katonai szerződés           | 1939. | május                    |
| 65. Halhín-goli csata                                    | 1939. | május - szeptember       |
| 66. Molotov–Ribbentrop szerződés                         | 1939. | augusztus 23.            |
| 67. Lengyelország német lerohanása                       | 1939. | szept. 1. - okt. 6.      |

A spanyol polgárháború a második világháborút megelőző súlyos katonai konfliktus volt 1936. július 17. és 1939. április 1. között Spanyolországban. A polgárháború a második Spanyol Köztársaság elleni katonai puccskísérlet után tört ki, amelyet José Sanjurjo tábornok vezetett Manuel Azaña elnöklése idején. A lázadók puccskísérletét több konzervatív csoport is támogatta, mint például az Autonóm Jobboldal Spanyol Konföderációja (CEDA), de támogatták a monarchisták, a karlisták és a fasiszta Falange is.
A csak részben sikeres puccs után Spanyolország katonailag és politikailag is megosztottá vált. Ettől kezdve Francisco Franco tábornok elhúzódó harcot folytatott az ország irányításáért a köztársaság baloldali kormányzata ellen, annak lojalista hívei pedig fegyveresen ellenálltak. A nacionalistákat a Harmadik Birodalom, Benito Mussolini Olaszországa és Portugália támogatta fegyverekkel és katonákkal, míg a köztársaságiaknak Mexikó és a Szovjetunió küldött segítséget. A többi európai hatalom be nem avatkozó politikát követett.
A háborút véres tisztogatások kísérték mindkét oldalon: az elfoglalt területeken a baloldaliakkal végeztek, hogy megszilárdítsák Franco hatalmát, a köztársasági oldalon pedig a jobboldaliakat üldözték. A háború az általa kiváltott indulatról és politikai megosztottságról lett híres. Mindkét fél több tízezer embert végzett ki politikai vagy vallási nézetei miatt, és a háború 1939-es befejeződése után a vesztes köztársaságiakkal kapcsolatba hozható embereket ítélték el a győztes nacionalisták.
A konfliktus a nacionalisták győzelmével ért véget, amely a demokratikus Spanyol Köztársaság végét jelentette, és több tízezer baloldali spanyol menekült el az országból, jellemzően Dél-Franciaországba. Diktatúra jött létre Francisco Franco vezetésével, aki egészen haláláig, 1975-ig irányította az országot. Az összes jobboldali pártot beolvasztották az új kormányzat rendszerébe.

## Előzmények

### Alkotmányos monarchia
A polgárháborút megelőző évszázad a spanyol történelem mozgalmas időszaka volt, számos belső konfliktussal és lázadással a reformisták és a konzervatívok között, akik a hatalomért küzdöttek. Az először az 1812-es spanyol alkotmányban megjelenő liberális tradíció a monarchiát kísérelte megszüntetni, hogy helyette egy ideológiailag jobban összeegyeztethető államot hozzon létre. Az 1812 és a polgárháború közötti évszázadban a liberalizmus reformistái megpróbálták úgy átszervezni az államot, hogy az jobban tükrözze az ország társadalmi valóságát.
A liberalizmus erősödése különösen 1868 és 1874 között volt jelentős, amikor egy népi felkelés megbuktatta II. Izabella királynőt. Utódja, I. Amadé is hasonlóan járt, amikor 1873-ban lemondott a monarchiát érő egyre nagyobb politikai nyomás miatt. Hamarosan kikiáltották az első spanyol köztársaságot, de 1874 decemberében megtörtént a Bourbon restauráció, miközben a hadsereg elfojtotta a tiltakozásokat. Habár az általános férfi választójogot bevezették 1890-ben, a választásokat a helyi főnökök uralták. A karlisták, akik az általuk V. Károly királyként elismert Károly Mária Izidor és leszármazottjainak támogatói voltak, elleneztek minden liberális lépést, miközben az anarchizmus olyan szinten népszerű lett a munkások körében, mint sehol máshol Európában.
A 20. század első két évtizedében jelentősen megnőtt a munkások száma. Az ipar nagy része a baszk és katalán területen koncentrálódott, és az itt élő népesség körében egyre nőtt az elégedetlenség, mivel úgy érezték, hogy a kormány képtelen képviselni érdekeiket. A spanyolországi szocialista párt, a Spanyol Szocialista Munkáspárt és a hozzá társult szakszervezet, a Spanyol Munkások Általános Szövetsége egyre nagyobb támogatottságot élvezett. Az antiklerikalizmus is egyre jobban erősödött, olyan emberek befolyására, mint a republikánus Reformista Párt egyik alapítója, Alejandro Lerroux, aki szerint az egyház nem volt elválasztható a spanyolok által érzett módszeres elnyomástól.
A hadsereg igyekezett elkerülni az állam szétforgácsolódását, ezért elítélte a helyi nacionalizmust. A katasztrofális Rif háború tovább fokozta az indulatokat a hadsereggel szemben, ami végül 1909-ben, a tragikus hét eseményeiben csúcsosodott ki, amikor a munkások és a hadsereg összecsaptak Barcelona utcáin. A kormány és a hadsereg ellen irányuló gyűlölet életre hívta a Munka Nemzeti Konföderációja (spanyolul: Confederación Nacional del Trabajo, CNT) nevű anarchista szakszervezetet. A Komintern 1919-es megalakulása után a kommunizmustól való félelem egyre inkább nőtt, és a kormány katonai úton fojtotta el az ideológiát. A szocialista PSOE több részre szakadt szét, és radikálisabb tagjai 1921-ben megalapították a Spanyol Kommunista Pártot.
1923-ban Miguel Primo de Rivera katonai puccsal megszerezte a hatalmat, és katonai diktátorként irányította Spanyolországot. Új politikába kezdett, például nagy lendületű közmunkaprogramokat szervezett, és megpróbálta megvédeni a mezőgazdasági-ipari monarchista koalíciót, amely az első világháború idején jött létre. A támogatottsága fokozatosan elenyészett, és 1930-ban lemondott. Ezután már nem volt jelentős igény a hatalomra kerülése előtti rendszerhez való visszatérésre, mivel a monarchia elvesztette demokratikus hitelességét a diktatúrának nyújtott korábbi támogatása miatt. Az 1931-es helyhatósági választást a nagyobb városokban az ellenzék nyerte meg, és az emberek Madrid utcáin kezdtek gyülekezni. XIII. Alfonz király lemondás nélkül elhagyta az országot, nehogy ő legyen az oka egy polgárháború kitörésének, és kikiáltották a második Spanyol Köztársaságot.

### Második köztársaság

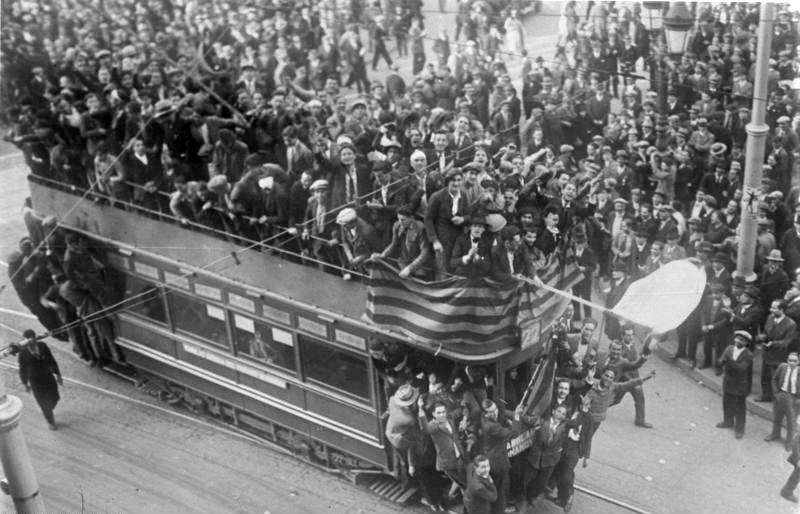
Madrid április 14-én, a második köztársaság kikiáltásakor

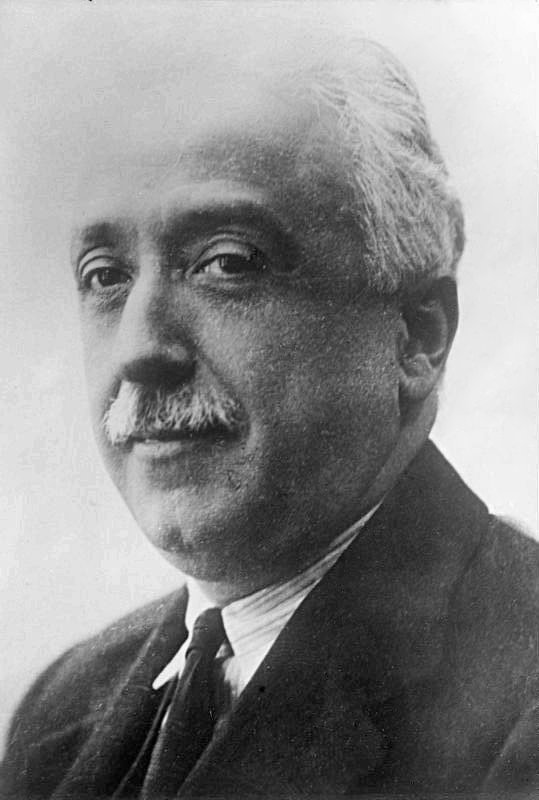
Niceto Alcalá-Zamora elnök 1931-ben

Az új köztársaság mindegyik társadalmi csoport támogatását élvezte. A köztársaságpárti Niceto Alcalá-Zamora lett a köztársaság első miniszterelnöke. Júniusban az alkotmányozó Cortes Generales választáson a köztársaságpártiak és szocialisták eltérő célokkal rendelkező koalíciója győzött. Az állam pénzügyi állapota rossz volt, és az ellenzék, amely az Asociación Católica de Propagandistashoz hasonló katolikus szervezetekből, monarchistákból, köztük karlistákból és a Renovación Españolából, és fasiszta szervezetekből állt, harcolt a republikánus és szocialista intézkedések ellen.
A CNT azon tagjait, akik hajlandóak lettek volna együttműködni a köztársasággal, kizárták, és a szervezet folytatta ellenzéki magatartását a kormánnyal szemben. Az ellenzéket támogatta a római katolikus egyház és a hadsereg, mely utóbbit a központi kormányzat által biztosított területi autonómia hidegített el, és direkt támadásként ítélte meg a kormánynak a hadsereg pénzügyi hatékonyságát növelni kívánó reformjait, például azt, hogy a Francisco Franco által vezetett zaragozai katonai akadémiát Manuel Azaña hadügyminiszter bezáratta.
1931. december 9-én kihirdették az új alkotmányt. A dokumentum reformista, liberális és demokratikus irányultságú volt, és a republikánus-szocialista koalíció üdvözölte azt. Az ellenzéket azonban, köztük főleg a földtulajdonosokat, gyáriparosokat, az egyházat és a tisztikart megrémítette. Az új alkotmány ugyanis az egyház különleges jogait megvonta, mivel készítői fontosnak érezték, hogy megtörjék azt a befolyást, amelyet az egyház élvezett a spanyol ügyekben. Az alkotmányban megjelenő erős antiklerikalizmus miatt Alcalá-Zamora még október 14-én lemondott. Ennek ellenére a Cortes december 11-én őt választotta meg a köztársaság első elnökévé.
1931. október 18-án Gil Robles, a parlamenti ellenzék vezérszónoka kereszteshadjáratra szólított fel a köztársaság ellen. Ugyanebben a hónapban a miniszterelnök és belügyminisztere, Miguel Maura is lemondott, a miniszterelnöki széket pedig Manuel Azaña foglalta el. A Reformista Párt alapítója, Alejandro Lerroux, aki szintén pályázott a pozícióra, pártjával együtt csatlakozott az ellenzékhez, az új miniszterelnököt így kizárólag a szocialisták támogatására utalva. 1931 végére a külföldre menekült XIII. Alfonz király abbahagyta arra tett kísérleteit, hogy megakadályozzon egy fegyveres monarchista felkelést Spanyolországban. Azaña pedig olyan kijelentést tett, miszerint Spanyolország megszűnt katolikus állam lenni, ami, bár statisztikailag alátámasztható volt, hiszen becslések szerint az emberek kétharmada nem gyakorolta aktívan vallását, politikailag oktalan lépés volt, mivel így a spanyol katolikusok az ellenzék mögött sorakoztak fel.
1932 augusztusában José Sanjurjo tábornok sikertelen felkelése hamar elbukott, és míg a szocialisták Azaña mellé álltak, a baloldal egyre inkább szétesett, miközben a jobboldal koalícióra lépett. Gil Robles egy új pártot hozott létre az 1933-as választásokra, az Autonóm Jobboldal Spanyol Konföderációját (CEDA), amely szimpatizált a fasizmussal. A választás a jobboldal számára nagy győzelmet hozott, a CEDA és a radikálisok együtt 219 helyet szereztek a törvényhozásban, ami jobb volt az egyedül kampányoló szocialisták eredményénél. Az 1934-et követő két évet a „két sötét év”-nek is nevezeték, a polgárháború kitörését megelőző növekvő feszültség és erőszak miatt. A radikálisok egyre agresszívabbá váltak, a konzervatívok pedig a félkatonai szervezetek és önbíráskodás felé fordultak. Eközben a szocialista ellenzék a forradalmi ideál propagálásába kezdett. Niceto Alcalá-Zamora elnök nem a CEDA elnökét, Gil Roblest bízta meg kormányalakítással, hanem a jobbközép Radikális Köztársasági Párt elnökét, Lerrouxot kérte fel. Az új kormány hozzálátott az árkorlátozás megszüntetéséhez, állami javakat és monopóliumokat eladva, és megszüntetve a földreformot, ami növekvő éhínséghez vezetett Dél-Spanyolországban.
Az első anarchista megmozdulásokra 1933. december 8-án került sor, amelyeket könnyedén felmorzsoltak egész Spanyolországban. Mind a karlisták, mind az alfonzisták felkészültek a harcra. Nyílt erőszakra került sor a spanyol városok utcáin. Lerroux 1934 áprilisában lemondott a miniszterelnökségről. Szeptemberben a CEDA bejelentette, hogy nem támogatja tovább a kisebbségben kormányzó radikálisokat, így azokat egy olyan radikális kabinet váltotta fel, amelyben három miniszteri széket a CEDA kapott. Egy nagyobbrészt sikertelen UGT sztrájkot követően hónapokig folyt a megtorlás, elnyomás és a politikai foglyok kínzása. Robles eközben még egyszer kormányválságot idézett elő, és Lerroux új kormányának öt tagja átlépett a CEDA-ba. A mezőgazdasági munkások fizetését a felére csökkentették, és a hadsereget megtisztították a köztársasági párt tagjaitól valamint megreformálták, míg a Robleshez hű katonákat előléptették, így lett Francisco Franco a hadsereg vezérkari főnöke.
1935-ben Azaña és Indalecio Prieto hozzáláttak a szétforgácsolódott baloldal egyesítéséhez, hatalmas népi felvonulásokat rendezve, amiből létrejött a Népfront. Lerroux kormánya két nagy botrány, köztük a Straperlo incidens hatására megbukott, ám Zamora nem adott lehetőséget a CEDA-nak a kormányalakításra, hanem inkább kiírta az 1936-os választást, amelyet szoros versenyben a Népfront nyert meg. A jobboldalon többen tervezni kezdték az új kormány megdöntését. A republikánusok egyedül voltak kénytelenek kormányozni, így Azaña egy kisebbségi kormány élére került. Az erőszak és a megtorlások egyre jobban elszaporodtak, és áprilisban a parlament döntése alapján Zamora helyére Azaña került, és ő lett az új köztársasági elnök.
A választási vereség után a CEDA átadta kampánykasszáját Emilio Mola tábornoknak, akit szervezési képességei jó tervezővé tettek. A fasiszta Falange jelentős növekedésnek indult, ami köszönhető volt annak is, hogy Prieto minden igyekezete ellenére, hogy a forradalmat elkerüljék, a kommunisták gyorsan átvették a hatalmat a szocialista szervezetekben, és ez riadalmat keltett a középosztályban. Több tábornok elhatározta, hogy a kormányt meg kell dönteni, ha azzal megakadályozható Spanyolország felbomlása. Az ő akcióik vezettek végül a spanyol polgárháború kitöréséhez.

## Katonai puccs

### Előkészületek
A köztársasági kormányzat megpróbált megszabadulni a gyanús tábornokoktól, így Francót leváltották a vezérkari főnöki tisztségből, és a Kanári-szigetekre vezényelték, Godedet hadsereg-felügyelői pozíciójából váltották le, és a Baleár-szigetekre küldték, Emilio Molát pedig elmozdították az afrikai hadsereg éléről és Pamplona katonai parancsnokává nevezték ki. Azonban ez lehetőséget teremtett Molának, hogy a szárazföldi hatalomátvételt megszervezze, és egyúttal a puccs második számú vezetője is lett „Direktor” fedőnéven. A „Rif Oroszlán”-ként emlegetett José Sanjurjo tábornok lett az akció névleges vezetője, és segített egyezségre jutni a karlistákkal. A kormány a helyzetre José Antonio Primo de Rivera illegális fegyvertartásért való letartóztatásával válaszolt, ettől remélve a Falange visszaszorulását. A kormányakciók azonban nem voltak kellően erélyesek, és a belbiztonság vezetőjének figyelmeztetéseit nem követték lépések a kormány részéről.
Június 12-én Casares Quiroga miniszterelnök találkozott Juan Yagüe tábornokkal, aki meg tudta győzni őt a köztársaság iránti hűségéről. Mola tavasszal kezdett komoly tervezésbe. Franco fontos szereplő volt a tervekben, hiszen jelentős presztízse volt a katonai akadémia korábbi parancsnokaként, valamint az 1934-es szocialista felkelés leverőjeként, továbbá nagy tiszteletnek örvendett a legkeményebb spanyol katonai egységben, az afrikai hadseregben. Franco egy titkosított levelet küldött Casaresnek június 23-án, amelyben azt sugallta, hogy a hadsereg hűtlenségre készül, de mérsékletre inthető lenne, ha ő lenne az élén, ám a miniszterelnök nem tett semmit. Július 5-én egy repülőgéppel Franco elindult Spanyol Marokkóból a Kanári-szigetekre, ahová 14-én érkezett meg.
Július 12-én a Falange tagjai Madridban meggyilkoltak egy rendőrhadnagyot, José Castillót, aki a szocialista párt tagja volt. Másnap rendőrök letartóztatták José Calvo Sotelót, egy vezető spanyol monarchistát és konzervatív országgyűlési képviselőt, akit egy uszító hangú beszéd miatt felelősnek tartottak az ügyben, és tárgyalás nélkül agyonlőtték. Sotelo meggyilkolása a rendőrök által gyanút és erős reakciót ébresztett a kormány jobboldali ellenzékében. Habár a nacionalista tábornokok terve már igen előrehaladott állapotban volt, az esemény katalizátorként hatott, és megfelelő indokot biztosított puccsukhoz. A szocialisták és a kommunisták azt követelték, hogy fegyverezzék fel az embereket, mielőtt túl késő lesz, ám a miniszterelnök hezitált.

### A puccs kezdete
A felkelést július 17-én délután 5 órára időzítették, amit a karlisták vezetője, Manuel Fal Conde is elfogadott. Az időpontot később megváltoztatták hajnali ötre a marokkói csapatoknál, a többi spanyol haderőnél pedig egy nappal későbbre tették, hogy a csapatokat Marokkóból átvezényelhessék és ezzel segítsék a terv sikerét. A felkelést egy gyors puccsként tervezték el, ám a spanyol kormány képes volt visszanyerni az uralmat az ország nagy része felett.
Mivel Spanyol Marokkóban 17-én felfedezték a tervet, gyors lépésekre volt szükség. Csupán kis ellenállással találkoztak, összesen 189 embert lőttek le a puccsisták. Goded és Franco azonnal átvették az irányítást állomáshelyeik fölött. Másnap Casares Quiroga miniszterelnök visszautasította a CNT és az UGT által felajánlott segítséget, mire azok általános sztrájkot hirdettek. Fegyverládákból osztottak fegyvereket az embereknek, amelyek közül némelyiket még az 1934-es felkelés idején ástak el. A félkatonai erők sokszor megvárták a milíciák közötti harcok eredményét, és annak megfelelően csatlakoztak be a felekhez. A gyors fellépés mind a puccsisták, mind az anarchista milíciák részéről könnyedén eldönthette egy-egy település sorsát. Queipo de Llano tábornok sikeresen biztosítani tudta Sevilla városát a nacionalisták számára, több tiszt letartóztatásával.

### Eredmény
A nacionalisták nem tudtak egyetlen nagyobb várost sem az ellenőrzésük alá vonni, Sevilla kivételével, amely hídfőállásul szolgált Franco marokkói katonáinak. A konzervatív és katolikus Ó-Kasztília és León hamar a kezükre került. A kormány ellenőrzése alatt maradt Málaga, Jaén és Almería. Cádizt a nacionalisták az afrikai haderő segítségével tudták elfoglalni.
Madridban a Montana-laktanyába szorították őket, amelyet nagy véráldozat árán sikerült elfoglalni. A miniszterelnököt José Giral váltotta fel, aki elrendelte a civilek felfegyverzését. Ez elősegítette a nacionalista felkelés vereségét a főbb ipari központokban, mint Madrid, Barcelona, Valencia, de egyúttal segített is az anarchistáknak, hogy Barcelona, Aragónia és Katalónia nagy területeit irányításuk alá vonják. Manuel Goded Llopis tábornok Barcelonában adta meg magát, és később halálra ítélték.
A köztársasági kormányzat megtartotta ellenőrzését szinte a teljes keleti part és a Madrid körüli középső területek fölött, valamint Asztúriában, Kantábriában és Baszkföld egy része felett. A puccsisták „nacionales”-nak hívták önmagukat, ami nacionalistát jelent, habár „igaz spanyolok”-at is lehet érteni rajta.
A puccskísérlet eredményeként az ország 25 millió lakosából 11 millió került nacionalista igazgatás alá. A spanyol anyaországi reguláris hadsereg fele, mintegy 35 000 fő csatlakozott hozzájuk, ezen kívül az Afrikai Hadsereg 30 000 katonája, valamint a rendőrség fele és a csendőrség kétharmada, ami újabb 35 000 fegyverest jelentett. A köztársaságiak kezén maradt a puskáknak kevesebb mint a fele és a géppuskák valamint a tüzérség harmada.
A hadsereg mindössze 18 darab modern harckocsival rendelkezett, ezek közül 10-et a köztársaságiak szereztek meg. A tengerészeti erők megoszlása nagyjából egyenlő volt: míg a köztársaságiaknak több hajó jutott, a haditengerészet legjobb hajói a nacionalisták oldalára álltak. A köztársasági haditengerészet ugyanattól szenvedett, mint a hadsereg: a tisztek többsége átállt vagy meghalt a próbálkozás során. A légierő kétharmada a kormányé lett, ám igen idejétmúlt és elavult repülőgépeket alkalmaztak.

## Harcoló felek
A konfliktust a felek különbözőképpen igyekeztek beállítani: a köztársaságiak a „zsarnokság és a demokrácia” közötti, míg a nacionalisták a kommunista és anarchista „vörös hordák” és a „keresztény civilizáció” közötti harcként. A nacionalisták ezen kívül azt állították, hogy az államot védik, és a törvény nélküli, kormányozatlan társadalomban akarnak rendet teremteni.
A spanyol politika, különösen a baloldal igen megosztott volt: a szocialisták és a kommunisták támogatták a köztársaságot, míg az anarchisták véleménye vegyes volt a kérdésben, ám a legtöbben szembehelyezkedtek a nacionalistákkal. Ezzel szemben a konzervatívokat egyesítette a köztársasággal szembeni heves szembenállásuk.

### Köztársaságiak
A köztársaságiak fegyvereket és önkénteseket kaptak a Szovjetuniótól, Mexikótól, a nemzetközi marxista mozgalomtól és a Nemzetközi Brigádoktól. A köztársaságiak támogatói köre a mérsékelten kapitalista liberális demokráciát támogató centristáktól a forradalmi anarchizmust követőkig terjedt; a fő támogatóik szekulárisak és városiak voltak, különösen sokan az ipari régiókban, mint Asztúria és Katalónia, de földnélküli földművesek is támogatták őket. Különféle elnevezéseik voltak: a támogatóik loyales-nek, lojalistáknak, a kormányzat „köztársaságiak”-nak és „Népfront”-nak, míg az ellenfeleik los rojos-nak, a vörösöknek hívták őket.
A konzervatív, erősen katolikus Baszkföld, Galicia és az ezeknél baloldalibb Katalónia autonómiát vagy függetlenséget szeretett volna kiharcolni a madridi központi kormányzattól. A köztársasági kormány lehetőséget adott erre a két területnek, amelynek erői így a Köztársasági Néphadsereghez (Ejército Popular Republicano) csatlakoztak.

### Nacionalisták
A nacionalisták (nacionales, használták még a „felkelők” vagy „lázadók” elnevezést is, az ellenfeleik a „francoisták” és a „fasiszták” elnevezést használták) a nemzeti széthullástól félve ellenezték a szeparatista mozgalmakat, és erős antikommunista érzéseket is tápláltak, amelyek egybe forrasztották a különböző vagy egymással szemben álló mozgalmakat, mint a falangisták és a monarchisták. Vezetőik általában a gazdagabb, konzervatív, monarchista földbirtokosi rétegből kerültek ki.
A nacionalistákat támogatták a karlista és alfonzista monarchisták, a konzervatívok, a fasiszta falangisták és a legkonzervatívabb liberálisok. Gyakorlatilag mindegyik csoport erős katolikus meggyőződéssel rendelkezett és támogatta a spanyol papságot. A papok és a hívek döntő része (Baszkföld kivételével), a hadsereg fontos elemei, a legnagyobb földbirtokosok és sok üzletember csatlakozott hozzájuk.
A jobboldaliak egyik hangoztatott alapelve volt a Köztársaság antiklerikalizmusával szembeni ellenállás és az egyház védelme, amely ellenfeleinek egyik célpontja volt, köztük a köztársaságiaké is, akik az ország bajaiért az egyházat okolták. A háború előtt, az 1934-es asztúriai lázadás során templomokat égettek, és legalább száz papot, hívőt és rendőrt öltek meg a lázadók, az elnök valamint a radikálisok pedig megakadályozták velük szemben komoly szankciók és büntetések alkalmazását. Az alkotmány 24. és 26. paragrafusa betiltotta a jezsuita rendet, ami sokakat sértett meg a konzervatívok közül. A nacionalista puccs kitörése után a köztársasági kézen maradt területeken hétezer papot és hívőt öltek meg, ami sok katolikust állított a lázadók oldalára.

### Egyéb csoportok
A katalán és baszk nacionalisták nem voltak egységesek. A baloldalibb katalán nacionalisták a köztársasági kormányzat oldalára álltak, míg a jobboldalibbak már sokkal kevésbé támogatták őket, az antiklerikalizmusuk és a lefoglalások miatt. A baszk nacionalisták és pártjuk, a Baszk Nacionalista Párt közepesen támogatták a kormányt, sőt Navarrában néhányan a nacionalisták oldalára álltak, a katalánokéhoz hasonló okok miatt. A vallási ügyek ellenére azonban nagy többségük a köztársaságiakat támogatta.

## Külföldi beavatkozás
A spanyol polgárháborúban sok nem spanyol is részt vett harcolóként vagy tanácsadóként. Németország és Olaszország jelentős pénzügyi és katonai segítséget nyújtott Franco csapatainak, míg a köztársaságiakat segítőket nagymértékben akadályozta a Franciaország és az Egyesült Királyság által hirdetett benemavatkozási politika. Az importált hadianyagok bejutásának megakadályozására tett kísérletek nagyrészt eredménytelenek voltak, és a franciákat az a gyanú érte, hogy jelentős, a köztársasági katonáknak szánt szállítmányokat engednek át. A különböző európai országok által elkövetett tiltott műveleteket a kortársak úgy értelmezték, mint amelyek egy újabb nagy háborút idézhetnek elő.
A Népszövetség reakciója a konfliktusra többnyire semleges volt és elégtelen ahhoz, hogy lefékezze a harcoló felek fegyver- és hadianyagimportját. Habár egy Benemavatkozási Bizottságot is létrehoztak, a politikája keveset ért el, irányelveit pedig figyelmen kívül hagyták az európai nemzetek akkor követett békéltetési politikájának következtében. Juan Negrín hivatalos spanyol kormányát fokozatosan magára hagyták a szervezeten belül.

### A nacionalisták oldalán

#### Németország
Annak ellenére, hogy Németország 1936 szeptemberében aláírta a benemavatkozási egyezményt, a segítségnyújtás és katonai támogatás különböző formái mégis eljutottak mindkét harcoló félhez, nagyobbrészt a nacionalistákhoz. A nemzetiszocialisták megalapították a többfeladatú Condor légiót és a konfliktus elején sikerrel szállították át a spanyol afrikai hadsereget a tengeren. A német hadműveletek lassan a légicsapásokra is kiterjedtek, amelyek közül a legismertebb – és legvitatottabb – Guernica bombázása, amelyre 1937. április 26-án került sor és 200–300 civil halálával járt. A németek 180 Panzer I-es harckocsit is küldtek a nacionalisták támogatására, ezek azonban gyengébbnek bizonyultak, mint a köztársaságiaknál használt szovjet T–26-osok.
A német részvétel megnyilvánult továbbá az Ursula hadművelethez hasonló akciókban, U-boot bevetésekben és a Kriegsmarine támogatásában. A légió számos győzelmet vívott ki a nacionalisták számára, kiváltképpen a légi csatákban, miközben Spanyolországot páncélostaktikájuk kipróbálására is felhasználták. A nacionalistáknak küldött kiképzőegységek hasznosnak bizonyultak, mivel a háború végére mintegy ötvenhatezer nacionalista katonát képeztek ki, ami felölelte a gyalogságot, tüzérséget, légierőt és haditengerészetet.
Összesen 16 000 német vett részt a konfliktusban, ám egyszerre sosem voltak többen tízezernél. Összesen kb. 300-an vesztették életüket közülük. A német segítség együttesen 500 millió birodalmi márkára (215 millió amerikai dollár) rúgott 1939-es árfolyamon, aminek 15,5%-át a fizetésekre és felmerülő költségekre, 21,9%-át a nacionalistáknak küldött szállítmányokra, 62,6%-át pedig a Condor légióra költötték. A németek összesen 600 tankkal és 200 repülőgéppel támogatták a nacionalistákat.

#### Olaszország
Francisco Franco kérése és Hitler bátorítása után Benito Mussolini is beavatkozott a konfliktusba. Abesszínia meghódítása után igencsak hajlamos volt országa erejét túlbecsülni, és úgy gondolta, egy újabb fasiszta állam létrehozása segít ellenőrzése alá vonni a Mediterráneumot, anélkül, hogy vetélytársat jelentene majd az Olasz Birodalomnak. Az Olasz Királyi Haditengerészet (olaszul: Regia Marina Italiana) tekintélyes szerepet játszott a földközi-tengeri blokádban és Olaszország végső soron fegyverekkel: géppuskákkal, ágyúkkal, repülőgépekkel és harckocsikkal, valamint katonákkal: a Legionárius Légierővel (olaszul: Aviazione Legionaria) és az önkéntes csapatok hadtestével (olaszul: Corpo Truppe Volontarie, CTV) támogatta a nacionalisták ügyét. A CTV működése tetőfokán mintegy 50 000 katonával segítette a nacionalista haderőt. Az olasz haditengerészet segített megtörni a köztársasági flotta Spanyol Marokkó elleni blokádját, valamint részt vett a köztársasági kézen lévő Valencia, Málaga és Barcelona ágyúzásában. Összességében az olaszok 660 repülőgéppel, 150 harckocsival, 800 tüzérségi löveggel, 10 000 géppuskával és 240 000 puskával járultak hozzá a nacionalista győzelemhez. A háború alatt az olasz haditengerészet és légierő végig megszállása alatt tartotta a Baleárok három fő szigetét (Mallorcát, Ibizát és Formenterát), a köztársaságiak csak Menorcát tudták megtartani.

#### Portugália
António de Oliveira Salazar Estado Novo rendszere jelentős szerepet játszott Franco csapatainak lőszerellátásában és logisztikai segítség nyújtásában. A kormány diszkrét direkt katonai részvétele ellenére  – amely az autokrata kormány félhivatalos hozzájárulásával érkezett 20 000 önkéntesre, az úgynevezett „Viriatos”-ra korlátozódott – Portugália a konfliktus egésze alatt jelentős szerepet játszott a nacionalisták szervezői képességekkel való ellátásában és Franco, valamint szövetségesei megnyugtatásában, hogy semmi nem fogja megzavarni az ügyük számára küldött ellátmány áramlását.

#### Továbbiak
Annak ellenére, hogy az ír kormány tiltotta a konfliktusban való részvételt, mintegy hatszáz ír kék inges érkezett Spanyolországba a nacionalisták megsegítésére Eoin O'Duffy vezetésével, és Ír Brigádként váltak ismertté. A harcokból azonban hamarosan kivonták őket, hiszen a másik oldalon harcoló honfitársaikkal kerültek szembe. A Vasgárda román önkénteseinek élén Ion Moţa, a szervezet helyettes vezetője állt, akinek hét legionáriusból álló küldöttsége 1936 decemberében érkezett az országba, hogy szövetséget kössön a nacionalistákkal.
A külföldi nagyhatalmak közül Nagy-Britannia is inkább a nacionalistákkal szimpatizált. Már az 1936-os puccs előkészítéséhez is segítséget nyújtottak; a gibraltári brit parancsnokság telefonvonalait az összeesküvők rendelkezésére bocsátották, a polgárháború során pedig engedélyezték, hogy a nacionalisták itt hozzák létre egyik híradóközpontjukat és átadták hírszerzési értesüléseiket a köztársasági flottáról. A köztársaságiakkal szemben nyílt ellenszenvet mutató gibraltári brit vezetés nem engedélyezte számukra üzemanyag eladását és Tanger kikötőjét sem használhatták, annak semlegességére való hivatkozással. A Marokkóban állomásozó német pilóták és repülőgépek ellátásra azonban engedélyezték az ellátmány és üzemanyag brit kikötőkön keresztül történő szállítását. A brit flotta a konfliktus végén segítséget nyújtott Menorca köztársasági helyőrségének megadásra bírásában és evakuálásában, azzal a feltétellel, hogy Franco erői katonai támaszpontot hoznak létre, nehogy az olaszok szállják meg a szigetet.
Franco számára jelentős segítséget nyújtottak még az Amerikai Egyesült Államokban működő cégek, mint a Texas Oil Company és a Standard Oil, amelyektől 3,5 millió tonna kőolajat vásárolt hitelre. A Ford, a General Motors és a Studebaker pedig 12 000 teherautót szállított le, ami háromszor annyi volt, mint a tengelyhatalmak által összesen szállított mennyiség. A Dupont of Nemours vegyipari óriáscég pedig Németországon keresztül juttatott el 40 000 bombát a nacionalista hadseregnek.

### A köztársaságiak oldalán

#### Nemzetközi Brigádok
Sok külföldi, gyakran radikális kommunista vagy szocialista szervezetek tagjaként, lépett be a Nemzetközi Brigádokba, abban a hiszemben, hogy Spanyolország a fasizmus elleni harc frontvonala. Ezek az egységek voltak a legnagyobbak a köztársaságiak oldalán harcoló külföldiek között. Mintegy 40 000-ren harcoltak bennük, habár számuk egyszerre sosem lépte át a 18 000-et. Tagjaik 53 különböző országból érkeztek.
Az önkéntesek egy jelentős része Franciaországból (10 000), Németországból és Ausztriából (5000) valamint Olaszországból (3350) érkezett. Ezernél többen jöttek még a Szovjetunióból, az Amerikai Egyesült Államokból, az Egyesült Királyságból, Lengyelországból, Jugoszláviából, Magyarországról és Kanadából. A németekből álló Thälmann és az olaszokból álló Garibaldi zászlóaljak kitüntették magukat Madrid ostroma során. Az amerikaiak az Abraham Lincoln zászlóaljban, míg a kanadaiak a Mackenzie-Papineau zászlóaljban harcoltak. Mintegy ötszáz román is harcolt a brigádok tagjaként. Körülbelül 80 ír önkéntes megalapította a Connolly-hadoszlopot. Kínaiak is csatlakoztak a harchoz, akiknek a többsége Kínába tért vissza, míg néhányan börtönbe kerültek vagy Franciaországba menekültek és jó páran Spanyolországban maradtak.

#### Szovjetunió
A Szovjetunió elsődlegesen anyagi segítséget nyújtott a köztársasági erőknek. Összesen 648 és 806 darab közötti repülőgépet, 362 tankot és 1555 tüzérségi eszközt szállítottak le. Az ország azon kevesek között volt, amelyek a Népszövetség tiltását figyelmen kívül hagyva továbbra is adtak el fegyvereket a köztársaságiaknak, így a Köztársaság számára az egyetlen olyan hellyé vált, ahonnan nagyobb mennyiségben tudott fegyvereket beszerezni. Habár aláírta a benemavatkozási egyezményt, Sztálin később mégis a megszegése mellett döntött, de Mussolinivel és Hitlerrel ellentétben igyekezett ezt titokban tenni.
Ehhez létrehozta a hadsereg X. szekcióját, amely a fegyverszállítási akciót szervezte. A segítő szándék ellenére az elszállított fegyverek és ágyúk többsége elavult volt, némelyiket a korábbi konfliktusokban zsákmányolták. Időnként modern fegyvereket is leszállítottak, mint BT–5 tankokat. Sok szovjet szállítmány pocsékba ment, a megrendelések rövid határideje miatt, vagy csak részben egyezett azzal, amire Sztálin engedélyt adott. A köztársaságiaknak szánt eszközöket szállító hajók útja rendkívül lassú volt. Sztálin elrendelte, hogy a hajók terveibe építsenek be hamis fedélzeteket is, valamint kihajózás után zászlót cseréltek, hogy minimalizálják az elfogás esélyét. Ezek az óvintézkedések szükségtelenné váltak 1938-ban, amikor Sztálin visszavonta katonáit a kormány rossz helyzete miatt. A köztársasági–szovjet együttműködés korántsem volt felhőtlen, és ha a spanyol baloldaliak számára adódott volna lehetőség máshonnan fegyvereket vásárolni, elképzelhető, hogy megszakították volna kapcsolataikat Moszkvával.
A Köztársaság a szovjet fegyverekért a Banco de España aranytartalékaival volt kénytelen fizetni, ami a nacionalista propaganda gyakori célpontjává vált „moszkvai arany” néven. A leszállított fegyverek ára 1936-os árfolyamon 500 millió amerikai dollárra rúgott, az egész spanyol aranytartalékot felemésztve, amely akkoriban a negyedik legnagyobb volt a világon. Ebből 176 tonnát Franciaországon keresztül szállítottak el.
A szovjetek ezen kívül 2000–3000 katonai tanácsadót is küldtek, és míg a szovjet katonák száma sosem haladta meg az 500-at, a kezdeti időkben nagy szerepük volt a szovjet hadieszközök kezelésében. A Szovjetunió ezen kívül nagy szerepet vállalt a Nemzetközi Brigádok felállításában is, a világ kommunista pártjait erre a feladatra utasítva. A szovjet NKVD is jelentős működést fejtett ki a köztársasági hátországban. Vittorio Vidali, Joszif Grigulevics és Alekszandr Orlov számos titkos akciót vezettek, például Andreu Nin és José Robles meggyilkolását.
A második világháborúban Franco a bolsevizmus elleni harcra (és vélhetően a Szovjetuniónak a köztársaságiak részére nyújtott támogatást megbosszulandó) elküldte a keleti frontra az úgynevezett Kék Hadosztályt (División Azul). Spanyolország ugyan nem vett részt a világháborúban, de összesen 47 000 spanyol katona önkéntesként harcolt a németek oldalán. Ez a hadosztály 1944-ben megszűnt, de sok spanyol önkéntes az utolsó pillanatig harcolt a szovjetek ellen még Berlin romjai között is. A Kék divízió emberei közül többen is ironikus módon a hajdani köztársasági katonákból kerültek ki, akik így próbálták a Franco-rezsim számára legitimizálni magukat és elfeledtetni korábbi tevékenységüket.

#### Mexikó
Az Egyesült Államokkal és a latin-amerikai kormányzatokkal ellentétben, mint az ABC hatalmak és Peru, Mexikó a köztársaságiakat támogatta. A mexikói kormány elutasította a francia–brit be nem avatkozási javaslatok követését, 2 millió dollár segélyt és eszközöket juttatva, amelyek között volt 20 000 puska és 20 millió lőszer is. Mexikó legfontosabb segítsége azonban mégsem ez volt, hanem diplomáciai támogatása, valamint a köztársasági menekülteknek – akik között voltak értelmiségiek és hadiárvák is – nyújtott menedék. Mintegy 50 000 spanyol keresett itt menedéket, többségük Mexikóvárosban és a baloldaliak mintegy 300 millió dollárnyi pénzt is ide menekítettek.

#### Franciaország
Habár a francia kormány nem nyújtott közvetlen segítséget a köztársaságiaknak, Léon Blum miniszterelnök baloldali kormánya szimpatizált az ügyükkel, attól félve, hogy a nacionalisták győzelmével egy, az olaszokkal és a németekkel szövetséges állam jön létre, nagyrészt körbekerítve Franciaországot. A jobboldali politikusok ellenezték a kormány lépéseit és kampányolni kezdtek a Blum-kormányzat ellen. 1936. július 27-én brit tisztviselők tárgyaltak Blummal, és a vélekedés szerint lebeszélték arról, hogy fegyvereket adjon el a Köztársaság számára. Ezen a napon a francia kormány kijelentette, hogy nem küld katonai segítséget, technológiát és csapatokat a köztársasági erők megsegítésére. Blum azonban nyilvánvalóvá tette, hogy Franciaország fenntartja a jogot arra, hogy segítséget nyújtson, amikor jónak látja.
Szállíthattunk volna fegyvereket a spanyol kormánynak, egy legitim kormányzatnak… Nem tettünk így, azért, hogy ne adjunk ürügyet azok számára, akik a lázadóknak kívánnak fegyvereket küldeni. Blum, 1936.
1936. augusztus 1-jén 20 000 köztársasági szimpatizáns vonult fel, azt követelve Blumtól, hogy szállítson repülőgépeket a köztársaságiak támogatására, miközben a jobboldali politikusok támadták őt köztársasági szimpátiájáért, őt tartva felelősnek azért, hogy kiprovokálta az olasz beavatkozást Franco és a nacionalisták oldalán. Németországban közölték a francia követtel, hogy Berlin Franciaországot fogja felelőssé tenni, ha az „segíti a moszkvai manővereket” azzal, hogy támogatja a köztársaságiakat. Augusztus 21-én Franciaország végül aláírta a benemavatkozási egyezményt. Ennek ellenére a Blum kormányzat titokban mégis küldött repülőgépeket a köztársaságiaknak, Potez 540 felderítőbombázókkal, Loire 46 vadászgépekkel és Dewoitine repülőgépekkel látva el a köztársasági légierőt augusztus 7. és december között. Továbbá szeptember 8-ig a más országoktól vásárolt repülőgépek szabadon átkelhettek Franciaország felett Spanyolország felé.
A köztársaságiak számára nyújtott titkos francia segítség 1936 decemberében befejeződött, ám a francia intervenció a nacionalisták ellen továbbra is komoly lehetőség maradt a konfliktus további részében. A német hírszerzés jelentette Francónak, hogy a francia hadsereg nyílt tárgyalásokat folytatott a katonai beavatkozásról Katalóniában és a Baleár-szigeteken. 1938-ban Franco egy, a lehetséges nacionalista győzelem megakadályozására tett azonnali francia beavatkozástól félt, ami Katalónia, a Baleár-szigetek és Spanyol Marokkó megszállásából állt volna.

#### Magyar önkéntesek
A köztársaságiak oldalán harcoló első önkéntesek között három Franciaországban élő magyar is volt: Szalvai Mihály, Keszőcze Endre és Ravasz Ferenc. Ők 1936. szeptember 1-jén érkeztek Barcelonába, ahol a helyi magyarok közül csatlakozott hozzájuk Krajkovics József és Kadlecz Károly. Őket később a Nemzetközi Brigádokba osztották be, az újonnan érkezett további magyar önkéntesekkel együtt. Az önkéntesek egy része már korábban emigrációban élt, mások Magyarországról indultak útnak, hogy a köztársaságiak oldalán harcolhassanak. Az első csoportba tartozott Mező Imre, míg a másodikba Rajk László. Sokan a Szovjetunióból érkeztek, mint például Gerő Ernő, Steinmetz Miklós, Zalka Máté, Münnich Ferenc és Galicz János. Az október 17-én létrehozott Etkar André zászlóalj 3. százada 180 magyar önkéntesből állt, akiket mexikói puskákkal és géppuskákkal láttak el, és részt vettek Madrid védelmében. Összesen 1200 magyar önkéntes érkezett a konfliktus idején, közülük mintegy 600 vesztette életét a harcokban és a polgárháborút követő konfliktusokban további 350-en haltak meg. Az 1945-ben létrehozott Magyar Partizán Szövetségbe 248 volt polgárháborús önkéntes kérte felvételét.

## A háború menete

### 1936

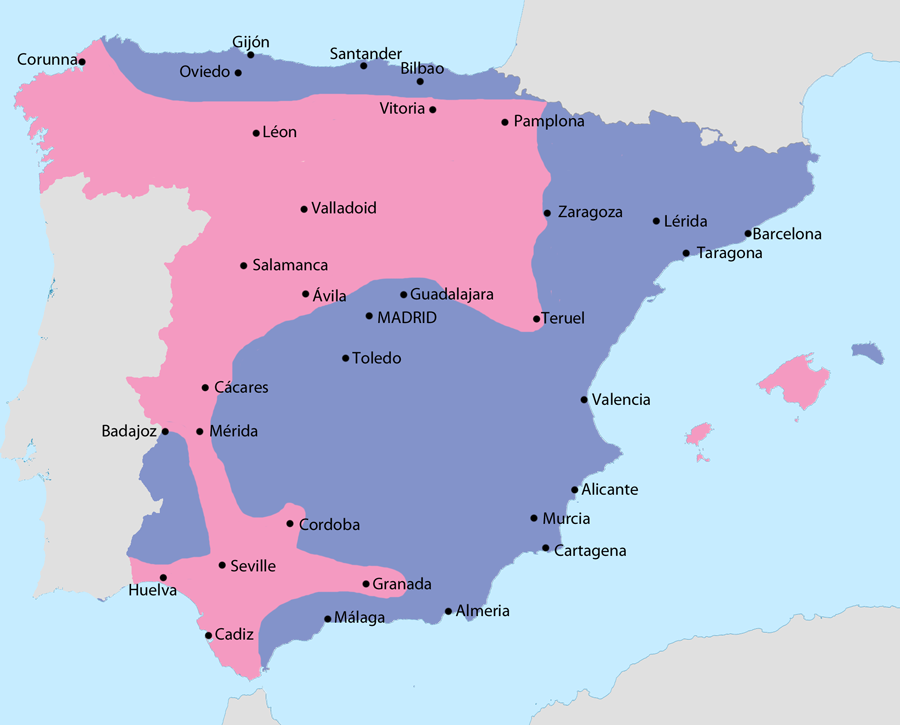
A háború állása 1936 szeptemberében
Nacionalista irányítás alatt
Köztársasági irányítás alatt

A puccs sikertelensége után a nacionalisták német segítséggel nagyméretű légi és vízi szállítást szerveztek, hogy a marokkói katonákat Dél-Spanyolországba szállítsák. A puccs vezetője, Sanjurjo július 20-án meghalt repülőgép balesetben, ami az egységes parancsnoklás szétválást eredményezte: északon Mola, délen Franco irányított. Ezen időszakban került sor a fehér- és vörösterror legdurvább megnyilvánulásaira. Július 21-én, a puccs ötödik napján a nacionalisták elfoglalták az északnyugati Ferrolt, a spanyol haditengerészet központi bázisát.
Az Alfonso Beorlegui Canet ezredes alá rendelt lázadó csapatok Mola parancsára belekezdtek a gipuzkoai hadjáratba, amely júliustól szeptemberig tartott, fő célja Gipuzkoa tartomány elfoglalása volt, hogy teljesen bekerítsék az északon lévő köztársaságiakat. Szeptember 5-én, az iruni csatában kemény harcok árán sikerült megszerezniük Irun városát, ami végleg elvágta a területet a francia határtól. 15-én elfoglalták San Sebastiánt, amelyet anarchisták és baszk nacionalisták igyekeztek megvédeni sikertelenül. Ezután a baszk főváros, Bilbao ellen fordultak, de a köztársaságiak szeptember végén Vizcaya határában megállították a támadást.
A Giral vezette köztársasági kormány lemondott szeptember 4-én, mivel nem tudták a kialakult helyzetet megfelelően kezelni. Helyére egy többségében szocialista kormány került Largo Caballero vezetése alatt. Az új kormány hozzálátott, hogy egyesítse a központi parancsnokságot a köztársasági zónában. A nacionalistáknál eközben Francot választották meg katonai főparancsnoknak a tábornokok szeptember 21-én tartott salamancai gyűlésén, aki felvette a Generalísimus címet.
Franco szeptember 27-én katonailag is győzelmet aratott, ugyanis katonái felmentették a toledói ostromlott Alcázart, amelynek nacionalista helyőrségét a köztársaságiak már a konfliktus kezdete óta támadták több ezer katonával. Két nappal a győzelem után Franco kikiáltotta magát Caudillónak, egy személyben egyesítve a katonai és politikai vezetést, egyúttal egyesítve a különféle, eltérő falangista, royalista és egyéb elemeket a nacionalista táboron belül. Bár a toledói események időt adtak Madridnak arra, hogy felkészüljön a védelemre, azonban a nacionalisták számára ez hatalmas propagandagyőzelem volt, és a történteket Franco személyes sikereként hirdették.
Októberben a nacionalisták jelentős offenzívát indítottak Madrid elfoglalására, a várost november elején elérték és 8-án támadást indítottak ellene. A köztársasági kormány még ezt megelőzően, november 6-án a központját a harci zónán kívülre, Valenciába tette át. A nacionalisták azonban nem tudták bevenni a fővárost, támadásukat november 8. és 23. között ádáz harcban visszaverték. A köztársasági győzelemben fontos szerepe volt a Nemzetközi Brigádok érkezésének, habár mindössze háromezer külföldi vett részt az összecsapásban. Mivel a fővárost nem sikerült elfoglalni, Franco légitámadásokkal igyekezett térdre kényszeríteni azt, illetve az elkövetkező két évben több alkalommal kísérletet tett Madrid bekerítésére. A várostól északnyugatra indított támadásban, a Corunna úti csatában a nacionalisták visszavonulásra kényszerítették a köztársaságiakat, de nem tudták elvágni Madridot.

### 1937
Miután haderejét az olasz katonák és a gyarmatokról érkező csapatok felduzzasztották, Franco újabb kísérletet tett Madrid elfoglalására januárban és februárban, de nem járt sikerrel. Az ezeket megelőző málagai csata január közepén vette kezdetét Délkelet-Spanyolországban. A nacionalista támadás katasztrófával végződött az ottani köztársasági erők számára, amelyek gyengén felszereltek és rosszul szervezettek voltak. A város február 8-án elesett. A különféle milíciák betagolása a köztársasági hadseregbe még 1936 decemberében megkezdődött, ám a munkásból lett katonák nem kaptak kiképzést. A fő nacionalista támadás célja a Jarama folyón való átkelés volt, hogy elvágják Madrid utánpótlását Valenciából. A kibontakozó jaramai csata sok halálos áldozattal járt mindkét oldal számára (6000–20 000 fő), az offenzíva célját a nacionalisták nem tudták elérni, legjobb egységeiket érzékeny veszteség érte és ezért cserébe csupán szerény méretű területet vontak ellenőrzésük alá.
A nacionalisták tervezett átkaroló hadműveletének másik szakasza a Guadalajaránál zajlott, ami komolyabb vereséggel végződött a számukra, mivel ez volt az egyetlen olyan ütközet, amelyben a köztársaságiak valódi katonai győzelmet arattak. Az olasz erők villámháborús taktikával kívánták áttörni a köztársasági vonalakat, ám többek között a kiképzési hiányosságok miatt nem jártak sikerrel és 5000 embert valamint sok értékes felszerelést vesztettek. A brit és francia stratégák ezt követően erre az ütközetre hivatkoztak, amikor azt kívánták bizonyítani, hogy a páncélosok nem érnek sokat a harcászatban. Velük szemben a németek felismerték, hogy a vereség fő oka az olaszok ügyetlensége volt. A német tanácsadók ezután sikeresen érveltek amellett, hogy a nacionalistáknak inkább a nehezen védhető területekre kell először koncentrálniuk, leginkább az északon lévő, elszigetelt iparvidékre.
Az északi hadjárat március közepén indult meg, amelynek első célpontja Vizcaya volt. A baszkok leginkább a megfelelő légierő hiányától szenvedtek. Ennek eredményeként a német Condor légió háborítatlanul tudta lebombázni Guernicát is, amely 120-nál több civil áldozattal járt. A pusztítás jelentős hatást gyakorolt a nemzetközi közvéleményre. A baszkok kénytelen voltak visszavonulni.
Eközben Barcelonában sor került a májusi eseményekre, a köztársasági erők belső összecsapására. A harc a kommunisták és az anarchista CNT között tört ki és jelentős szakadást hozott. A hírek örömre adtak okot a nacionalisták, ők azonban keveset tettek, hogy elmélyítsék az ellentéteket. Guernica eleste után a köztársaságiak növekvő eredményességgel folytatták a harcot. Júliusban megindították a segoviai offenzívát, amelynek célja Segovia visszafoglalása volt. Ez arra kényszerítette Francot, hogy elhalassza a baszkföldi hadjárat további hadműveleteit, de csupán két héttel. Az ehhez hasonló huescai offenzíva szintén kudarcot vallott.
Molát, Franco helyettesét június 3-án megölték. Július elején, Bilbao június végi eleste ellenére a köztársaságiak jelentős offenzívát indítottak Madridtól nyugatra, Brunete irányába. A brunetei csata azonban jelentős vereséggel végződött számukra és sok képzett katonát vesztettek. Mintegy 50 km²-t sikerült előrenyomulniuk, 25 000 fő elvesztése árán.
A Zaragoza ellen indított köztársasági támadás szintén kudarcot vallott. A légi és szárazföldi fölény ellenére a belchitei csatában mindössze 10 kilométert sikerült előretörniük nagy veszteségek árán. Franco erői augusztusban megkezdték Aragónia megszállását és elfoglalták Santander városát. A baszkföldi köztársasági erők fegyverletétele után sor került a santoñai egyezményre a baszkok és az olaszok között, majd október végén Gijón is nacionalista kézre került. Franco ezzel győzelmet aratott északon. November végén, amikor a nacionalisták Valencia felé kezdtek közeledni, a köztársasági kormány ismét költözni volt kénytelen, ezúttal Barcelonába.

### 1938
A terueli csata fontos összecsapás volt a felek között. A várost a köztársaságiak januárban elfoglalták a nacionalistáktól, akik ezután offenzívát indítottak annak visszaszerzésére és február 22-én el is érték céljukat. Azonban Franco kénytelen volt nagymértékben a német és olasz légi támogatásra támaszkodni.
Március 7-én a nacionalisták megindították az aragóniai offenzívát, és április 14-re elérték a Földközi-tengert, két részre vágva a köztársasági erőket. A köztársasági kormány májusban békét kért, Franco azonban csak a feltétel nélküli fegyverletételt volt hajlandó elfogadni, így a háború folytatódott. Júliusban a nacionalisták újabb támadást indítottak Terueltól délre és a partvonal mentén, hogy elfoglalják Valenciát, ám az XYZ vonal névre keresztelt erődvonal, amelyet a város védelmére építettek ki, kemény harcban megállította őket.
A köztársaságiak lendültek ezután támadásba, hogy újra egyesítsék a kétfelé vágott területeiket, július 24-től november 26-ig folytak a harcok az Ebro mentén. Az offenzíva nem járt sikerrel, és kevés eredményét a müncheni egyezmény aláásta, mivel demoralizálóan hatott, hogy végképp bizonyossá vált, nem kerül sor egy antifasiszta szövetségre a nyugati hatalmakkal. Az ebrói visszavonulás végleg eldöntötte a háború kimenetelét. Nyolc nappal újév előtt Franco nagy erőkkel megindította a katalóniai hadjáratot.

### 1939
Katalóniát mindössze két hónapba telt elfoglalniuk a nacionalistáknak. Tarragona január 15-én esett el, Barcelona január 26-án, Girona pedig február 2-án. Február 27-én Franciaország és Nagy-Britannia elismerte a Franco-kormányzatot.
Ekkorra már csak Madrid és néhány erősség maradt a köztársaságiak kezén. 1939. március 5-én Segismundo Casado ezredes és Julián Besteiro politikus szembefordultak Juan Negrínnel és létrehoztak egy katonai juntát, a Nemzeti Védelem Tanácsát (spanyolul: Consejo Nacional de Defensa) a béketárgyalások megkezdése érdekében. Negrín március 6-án Franciaországba menekült, azonban a főváros körüli kommunista katonák fegyvert fogtak a junta ellen. Casado a hozzá hű egységekkel legyőzte őket és megkezdte a tárgyalásokat a nacionalistákkal, akik továbbra is csak a feltétel nélküli fegyverletételt fogadták el. Március 26-án általános offenzívát indítottak, 28-án elesett Madrid és 31-én a maradék köztársasági terület is az irányításuk alá került. Franco április 1-jén rádióbeszédben jelentette be a polgárháború végét, és a megmaradt köztársasági erők letették a fegyvert.

### A polgárháború vége után
A harcok befejeződése után komoly megtorlás következett Franco ellenfelei ellen, ezreket börtönöztek be, és legalább 30 000 kivégzésre került sor. Egyéb becslések 50 000 és 200 000 közé teszik a kivégzettek számát, attól függően, hogy kiket számítanak bele. Sokakat kényszermunkára ítéltek, és vasútépítéseken, mocsárlecsapolásokon és csatornaásásokon dolgoztatták őket.

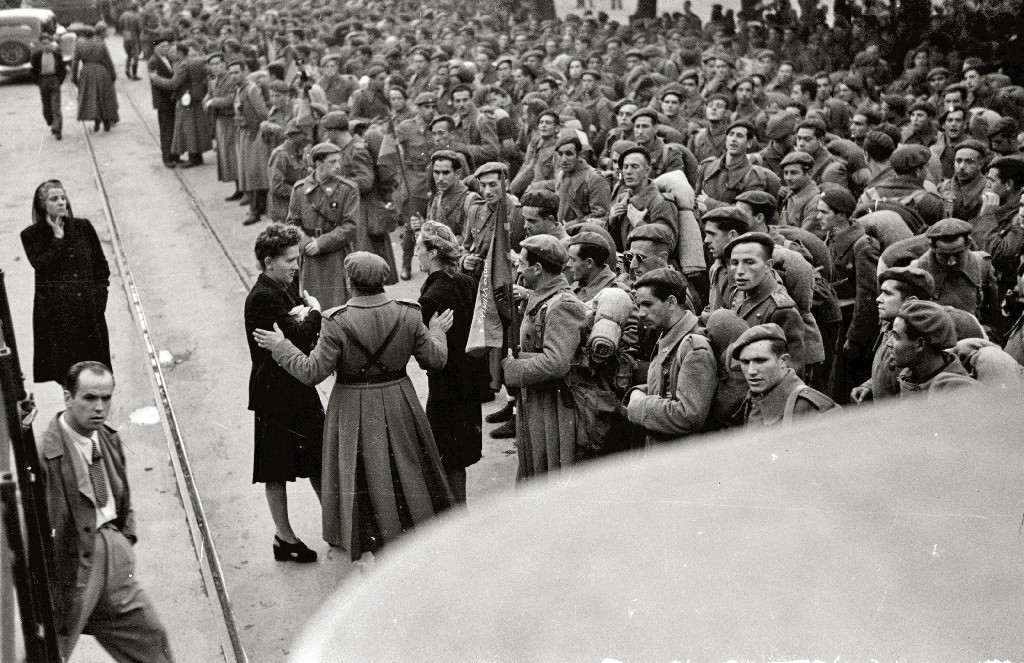
A Wehrmacht részére felállított Kék Hadosztály katonái búcsúznak a baszkföldi San Sebastián terén. A hadosztály tagjai között sok egykori köztársasági akadt, akik családjuk érdekében legitimizálódni akartak a Franco-rezsim előtt.

Sok köztársasági menekült külföldre, mintegy félmillióan Franciaországba. A menekülteket olyan internálótáborokba zárták, mint Camp Gurs és Camp Vernet, ahová tizenkétezer embert internáltak nyomorúságos körülmények közé. Pablo Neruda párizsi konzul 2200 ember Chilébe utazását szervezte meg Franciaországból az SS Winnipeg-en.
A Gursban elhelyezett 17 000 embert, nagyrészt földműveseket, akik nem találtak kapcsolatokat Franciaországban, a Franco-kormányzattal kötött egyezmény alapján arra buzdították, hogy térjenek vissza Spanyolországba. Nagy többségük élt ezzel a lehetőséggel, őket Irunban adták át a spanyol hatóságoknak. A hazatérőket a Miranda de Ebro javítótáborba szállították át, a politikai felelősségi törvény alapján. Miután Henri Philippe Pétain kikiáltotta a Vichy Franciaországot, a menekültekből politikai foglyok lettek, és a francia rendőrség megpróbálta azokat összegyűjteni, akiket már kiengedtek a táborokból. Az egyéb „nemkívánatosak”-kal együtt a spanyolokat is a drancyi gyűjtőtáborban helyezték el, majd a Harmadik Birodalomba deportálták őket. Mintegy ötezren haltak meg a mauthauseni koncentrációs táborban.
A háború hivatalos befejezése után a spanyol Maquis irreguláris gerilla-hadviselésbe kezdett, ami az 1950-es évekig tartott, és fokozatosan gyengült a katonai vereségek és a kimerült népesség lanyhuló támogatása miatt. 1944-ben köztársaságpárti veteránok, akik a világháborúban a francia ellenállásban harcoltak, megszállták Val d’Arant Észak-Katalóniában, de tíz nappal később vereséget szenvedtek.

## A gyermekek evakuációja
A köztársaságiak 30–35 000 gyermek evakuálását irányították. Ez a baszk területekkel kezdődött, ahonnan 20 ezer gyereket menekítettek ki. Úti céljaik között szerepelt Nagy-Britannia, a Szovjetunió és több másik európai ország, valamint Mexikó. Mintegy négyezrüket a kormány és a segélyszervezetek tiltakozása ellenére vitték ki Nagy-Britanniába, ugyanis ezek úgy látták, hogy szülőhazájukból való eltávolításuk káros hatásokkal jár. A felső életkori határt eredetileg 12 évben állapították meg, majd később 15 évre emelték.

## Atrocitások
A halottak összes száma a mai napig vitatott. Antony Beevor szerint a fehérterror 200 000 halálos áldozattal járt, a vörösterror pedig 38 000 ember halálát okozta. Julius Ruiz szerint bár a pontos számok vitatottak, legalább 37 843 kivégzést hajtottak végre a köztársasági területeken, és legfeljebb 150 000-et a nacionalisták (beleértve az 50 000-et a háború után).
2008-ban egy spanyol bíró, Baltasar Garzón nyomozást rendelt el az 1936. július 17. és 1951 decembere között eltűnt 114 266 emberrel kapcsolatban (azóta ezt ejtette, mivel olyan, 70 éve elkövetett bűnök ügyében kezdett nyomozást, amelyek elkövetői halottak vagy az 1977-es amnesztia törvény miatt nem büntethetők). A 19 felnyitott tömegsír között volt az is, amelyikbe állítólag Federico García Lorca költőt temették, akinek a halálát tilos volt említeni a Franco-rendszerben.
A történészek, mint például Helen Graham, Paul Preston, Antony Beevor, Gabriel Jackson és Hugh Thomas azon a véleményen vannak, hogy míg a nacionalisták részéről a terror szervezett volt, és a vezetés jóváhagyásával történt, addig a köztársaságiaknál elkövetett kivégzésekre az állami szervek tehetetlensége és az anarchia miatt került sor.

### Fehérterror
A nacionalisták atrocitásai, amelyet a hatóságok sűrűn rendeltek el, hogy megtisztítsák az országot a baloldal minden nyomától, gyakoriak voltak. Paul Preston történész szerint a lázadók által kivégzett emberek száma legalább 130 000, de ennél valószínűleg több esetre került sor. A lázadók által uralt részeken az erőszakot a hadsereg, a csendőrség és a Falange követték el a rezsim nevében, a katolikus egyház jóváhagyásával.
Sok kivégzést hajtottak végre a reakciós csoportok a polgárháború első heteiben. Az áldozatok között voltak iskolai tanárok is, mivel a köztársaság azon törekvését, hogy támogassa a laicizmust és kiszorítsa az egyházat az oktatásból, a nacionalisták a római katolikus egyház ellen intézett támadásnak vették. Sok civil kivégzésére került sor az általuk elfoglalt városokban, a nemkívánatos személyekkel egyetemben. Ezek közé tartoztak olyan fegyvertelen emberek is, mint a szakszervezetiek, a Népfront politikusai, szabadkőművesek, baszk, katalán, andalúziai és galiciai nacionalisták, köztársaságpárti értelmiségiek, ismert köztársaságiak családtagjai és a Népfront feltételezett szavazói.
A nacionalista csapatok mészárlást hajtottak végre Sevillában, ahol 8000 embert lőttek agyon, Córdobában tízezer embert öltek meg, Badajozban 6–12 000 kivégzésre került sor. Granadában legalább 2000 halálos áldozat volt. 1937 februárjában, Málaga elfoglalása után hétezer embert lőttek agyon. Bilbao elfoglalása után ezreket börtönöztek be, azonban a szokásosnál kevesebb kivégzés történt, főleg a guernicai bombázás miatti nemzetközi hangulat miatt. Az Afrikai Hadsereg sikeres hadoszlopai által Sevilla és Madrid között elkövetett atrocitások áldozatainak számát a mai napig különösen nehéz megbecsülni.
Előfordult, hogy a nacionalisták katolikus papokat is kivégeztek. Bilbao eleste után több száz embert, köztük 16 papot, akik káplánként szolgáltak a köztársaságiaknál, vidékre vittek és megöltek. Ezen kívül a protestánsok is üldöztetésnek voltak kitéve, többek között 20 protestáns lelkészt is agyonlőttek. A nacionalisták eltökélték, hogy eltüntetik Spanyolországból a „protestáns eretnekség”-et. A baszkok is üldöztetést szenvedtek el, mivel a nacionalisták célja volt a baszk kultúra eltörlése. Baszk források szerint 22 000 baszkot végeztek ki a polgárháború vége után.
A nacionalisták ezen kívül sok bombázást is vezényeltek lakott települések ellen a háború során, amelyek nagy részét a német Condor légió és az olasz Legionárius Légierő hajtotta végre. Madrid, Barcelona, Valencia, Guernica, Durango és további városok voltak a célpontok, amelyek közül Guernica bombázása váltotta ki a legtöbb ellenérzést.

### Vörösterror

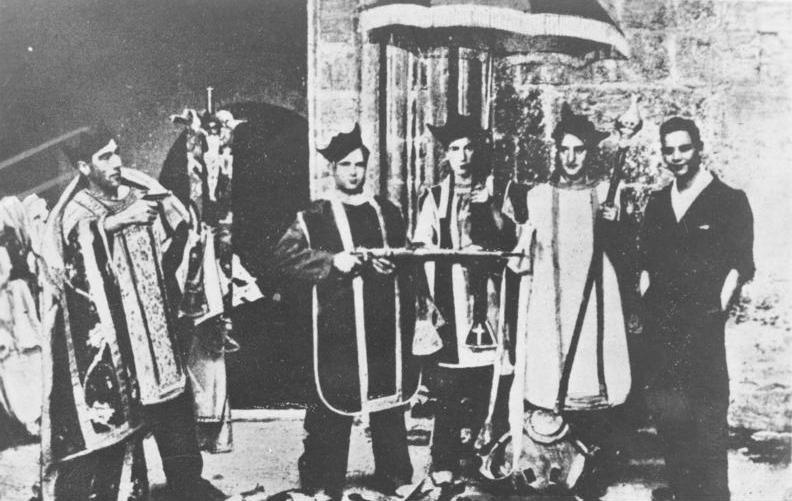
Köztársasági milicisták papi ruhákban egy templom kifosztását követően, 1936

A nacionalisták szerint a vörösterror 55 000 civil áldozattal járt a köztársasági területeken. Antony Beevor történész eltúlzottnak tartja a számot, ami még így is jóval kisebb, mint a félmilliós szám, amelyet a háború alatt hangoztattak. Ez a túlzás sokat ártott a köztársaság külkapcsolatainak, és hozzájárult a világban kialakult elítélő véleményhez, ami csak Guernica után változott meg.
A köztársasági kormányzat antiklerikális volt, és támogatói római katolikus papokat támadtak és öltek meg, miután a katonai lázadás híre eljutott hozzájuk. Antonio Montero Moreno érsek, aki ekkor az Ecclesia című újság szerkesztője volt, 1961-es könyvében 6832 főre tette a klérus veszteségét, köztük 4184 pap, 2365 szerzetes, 283 apáca és 13 püspök került kivégzésre. A becslést a történészek többsége elfogadja. Néhány forrás szerint a papság 20%-át megölték a konfliktus során. Jézus Szent Szívének a kommunista milicisták általi jelképes kivégzése a Madrid közeli Cerro de los Ángelesben 1936. augusztus 7-én az egyházi vagyon leghírhedtebb megszentségtelenítése volt.
A klérushoz hasonlóan civilek is kivégzésre kerültek köztársasági területeken. Többeket végeztek ki azon gyanú alapján, hogy falangisták. Másokat bosszúból öltek meg, miután a köztársaságiak tudomást szereztek a nacionalisták atrocitásairól. A madridi csata során a Modelo börtönben 1029 rabot, többségében nacionalista vezetőket lőttek agyon a köztársaságiak, arra hivatkozva, hogy élve nem kerülhetnek a közeledő nacionalistákhoz. Az Emilio Mola tábornok által említett ötödik hadoszloptól való félelem hatására jelentős tisztogatást tartottak a csendőrségben és több más szervezetben. A nacionalista légitámadások is okként szolgáltak ehhez, azonban a köztársasági hatóságok sosem rendeltek el ilyeneket. A bolttulajdonosokat és gyárosokat lelőtték, ha nem szimpatizáltak a köztársaságiakkal, azonban általában életben hagyták őket, ha igen. Felszínes, hevenyészett jogi eljárásokra is sor került a szovjet titkosrendőrség után checá-knak nevezett forradalmi törvényszékek előtt, ahonnan a bűnössé nyilvánított embereket azonnal a vesztőhelyre vitték és agyonlőtték.
Ahogy a nacionalisták sikerei és előrenyomulása folyamán nőtt a nyomás, sok civilt végeztek ki azokon a bíróságokon, ahol a kommunisták és az anarchisták versengtek egymással. Utóbbiak néhány tagját a szovjet tanácsadók által segített kommunista funkcionáriusok ölték meg később, 1937-ben Katalóniában, amit George Orwell is leír Hódolat Katalóniának című könyvében. A külföldi követségeken sok ember keresett menedéket az üldözés elől, a polgárháború első heteiben 20 000 embert fogadtak be. Az egyik checa erre válaszul álkövetséget nyitott Madridban, ahol minden menedékkérőt agyonlőttek.
Ronda andalúziai városban 512 embert gyilkoltak meg a polgárháború első hónapjában, mert nacionalistának gyanították őket. Paracuellos del Jarama mellett a kommunisták a lázadás több ezer feltételezett támogatóját mészárolták le Santiago Carrillo Solares kommunista vezető tudomásával. A szovjetpárti kommunisták a köztársaságiak egyéb csoportjai, köztük a marxisták ellen is számos atrocitást követtek el. André Marty, akit Albacete mészárosának is neveztek, a Nemzetközi Brigádok 500 tagjának haláláért volt felelős. Andreu Nint, a POUM vezetőjét és a párt több prominens tagját a kommunisták gyilkolták meg a szovjet NKVD segítségével.
38 000 embert öltek meg a köztársaságiak ellenőrizte területen a polgárháború idején, 17 000-et közülük Madridban és Katalóniában a konfliktus első hónapjában. Míg a kommunisták őszintén támogatták a bíróságon kívüli kivégzéseket, a köztársaságiak többsége elborzadt a gyilkosságoktól. Azaña még a lemondást is fontolgatta. A parlamenti képviselőkkel és helyi hivatalnokokkal közösen azon munkálkodott, hogy a nacionalista szimpatizánsokat ne lincseljék meg. A hatalommal rendelkezők közül akadtak, akik személyesen közbeavatkoztak a gyilkosságok megállításáért.

## Szociális forradalom

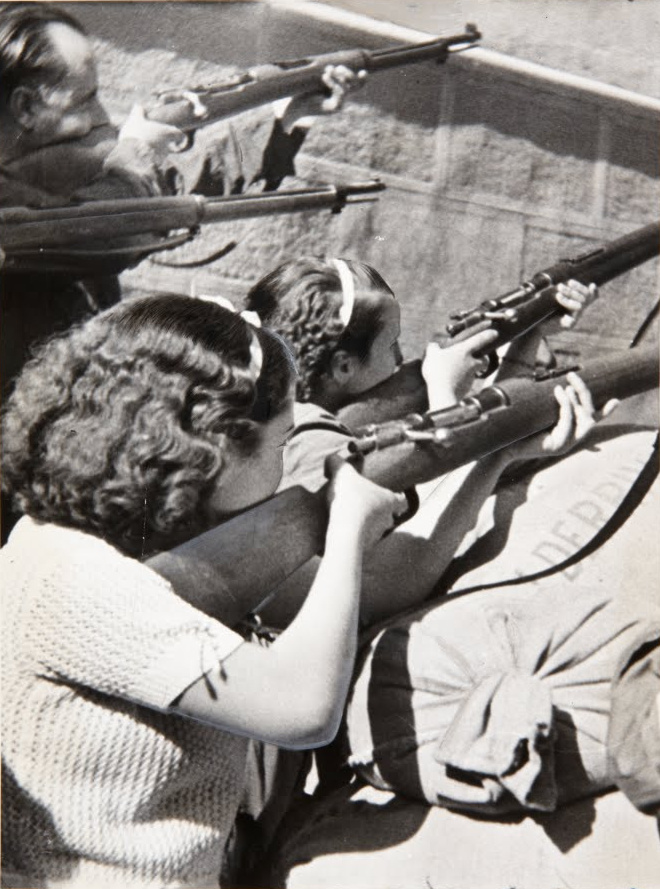
Nők Alcázar ostrománál

Az anarchisták uralta aragóniai és kasztíliai területeken az ideiglenes katonai sikereken túl jelentős szociális forradalomra is sor került, amelynek keretében a parasztok és a munkások kollektivizálták a földeket, és üzemeket és a tehetetlen köztársasági kormánnyal párhuzamosan működő tanácsokat hoztak létre. Ez heves ellenzést váltott ki a szovjetpárti kommunistákból, akik meglepő módon sérelmezték a magántulajdonhoz való jog csorbulását. Az agrárkollektívák jelentős sikereket értek el, a nagy ellenállás és a korlátozott készletek ellenére.
Ahogy a háború haladt, a kommunisták a szovjet fegyverekhez való hozzáférésüket arra tudták felhasználni, hogy visszaállítsák a kormány hatalmát a háborús erőfeszítések felett, részben diplomáciával, részben erővel. Az anarchistákat és az Egyesült Marxista Munkáspártot (Partido Obrero de Unificación Marxista, POUM) a reguláris haderőbe olvasztották, habár nem ellenállás nélkül, ezért a pártot betiltották, és hamisan a fasiszták eszközének bélyegezték. Az 1937-es barcelonai május napok során az anarchisták és kommunisták ezrei folytattak fegyveres harcot a Barcelona stratégiai fontosságú pontjai feletti ellenőrzésért.
A polgárháború előtti Falange csupán egy kis párt volt, 30–40 000 taggal. Ők szintén szociális forradalomra buzdítottak, amely a spanyol társadalmat a nemzeti szindikalizmushoz vezette volna. Vezetőjének, José Antonio Primo de Riverának a kivégzése után a párt gyorsan növekedésnek indult, és több százezer tagja lett. A vezetőségének 60%-a a polgárháború korai szakaszában meghalt, és a pártba özönlő új tagok, az úgynevezett „új ingek” (spanyolul: camisas nuevas), és kiemelkedő új vezetők hatására a párt átalakult, és egyre kevésbé fókuszált a nemzeti szindikalizmus forradalmi aspektusaira. Amikor mégis a Manuel Hedilla vezette balszárny került hatalomra a szervezetben, Franco egy nappal a választás után összevonta a Falangét, a karlistákat és az alfonzistákat egy politikai szervezetbe, amely A Nemzeti Szindikalista Offenzíva Juntáinak Tradicionalista Spanyol Falangéja (spanyolul: Falange Española Tradicionalista de las Juntas de Ofensiva Nacional-Sindicalista) nevet kapta.

## Hatása a kultúrára
A spanyol polgárháború, mint a két világháború közötti legnagyobb katonai konfliktus Európában, sok kortárs művészt megihletett és később is készültek a polgárháború idején játszódó, azt feldolgozó művek.
- Guernica bombázása ihlette Pablo Picasso Guernica című 7,8 x 3,5 méteres képét, amit a köztársasági kormány rendelésére festett.[261]
- Joan Miró 1937-ben festette meg Csendélet régi cipővel című szürrealista képét, a spanyol polgárháború hatására.[262]
- A spanyol polgárháború köztársasági katonáinak állít emléket Ernest Hemingway Akiért a harang szól című műve.[263] és annak több filmadaptációja.
- A Bors című regény és filmsorozat is megemlékezik a polgárháborúról.[264]
- Polgárháborús tapasztalatait írja le George Orwell 1938-as Hódolat Katalóniának című könyvében.[265] Ez alapján készítette el Ken Loach 1995-ben a Haza és szabadság című filmet.[266]
- Radnóti Miklós Első ecloga című művében ír a polgárháború borzalmairól és pusztításáról.[267]
- Robert Capa magyar származású fotográfus sok képet készített a polgárháború csataterein, köztük a legismertebb, a több vitát kiváltott A milicista halála című kép.[268]
- Alan Furst 1988-as Az éjszaka katonái című regényében is szerepet kap a spanyol polgárháború.[269]
- Carlos Saura 1990-ben rendezett Jaj, Carmela! című filmje három köztársaságpárti előadóművészt mutat be, akik fogságba esésük után szabadságuk elnyeréséért a Köztársaságot kigúnyoló darabot kell előadjanak a nacionalista tiszteknek.[270]
- Álex de la Iglesia 2010-ben készült Egy őrült szerelem balladája című filmjében a főszereplő apját először a köztársaságiak sorozzák be, majd a Valle de los Caídos építésén kell részt vennie.[271]
- Ludwig Renn katonatisztként vett részt a polgárháborúban, íróként pedig papírra vetette emlékeit. A spanyol háború című műve filmszerű realizmussal követi a hadi eseményeket.[272][273]
- Joris Ivens dokumentumfilmes Ernest Hemingway közreműködésével készítette A spanyol föld (The Spanish Earth) című művét, mely az egyik legismertebb film a polgárháborúról. A filmkritikusok mesterműnek tartották, megnézte Franklin D. Roosevelt elnök is.
- A mexikói származású Guillermo del Toro 2007-es A faun labirintusa című filmjében a polgárháború utáni történések jelennek meg.

## Fordítás
Ez a szócikk részben vagy egészben  a   Spanish Civil War című angol Wikipédia-szócikk ezen változatának fordításán alapul.  Az eredeti cikk szerkesztőit annak laptörténete sorolja fel. Ez a jelzés csupán a megfogalmazás eredetét és a szerzői jogokat jelzi, nem szolgál a cikkben szereplő információk forrásmegjelöléseként.